# Vinan draselno-sodný
Vinan draselno-sodný (někdy též vinan sodno-draselný) je bílá krystalická organická látka bez chuti a bez zápachu. Jedná se o draselno-sodno sůl kyseliny vinné. Pravděpodobně poprvé byla tato látka připravena roku 1675 francouzským chemikem Pierrem Seignettem a je známá jako Seignettova sůl. Vinan draselno-sodný krystalizuje jako tetrahydrát a tvoří kosočtverečné krystaly.

## Využití
Látka se používá v potravinářství pod označením E337. Užívá se jako antioxidant.
Velký význam má v analytické chemii. Její vodný roztok se označuje jako „Fehlingovo činidlo B“ a při smíchání se síranem měďnatým („Fehlingovo činidlo A“) vytvoří Fehlingovo činidlo. Fehlingovo činidlo se používá k rozlišování aldehydů od ketonů, přičemž s aldehydy vytváří červeno-oranžovou sraženinu (oxid měďný, případně kovová měď), ale ketony nereagují. Jednou z výjimek jsou sacharidy, jelikož sraženina vzniká i u sacharidů, které nemají žádnou aldehydovou skupinu. Takto reagují všechny monosacharidy a pouze některé disacharidy.

## Výroba
Vinan draselno-sodný se vyrábí reakcí uhličitanu sodného s hydrogenvinanem draselným:
2 KHC4H4O6 + Na2CO3 → 2 KNaC4H4O6 + CO2 + H2O

## Zajímavost
V Seignettově soli byl poprvé pozorován piezoelektrický jev.